# NGC 5860
NGC 5860 (другие обозначения — UGC 9717, IRAS15047+4249, MCG 7-31-33, ZWG 221.28, MK 480, 1ZW 102, KCPG 454A, PGC 53939) — галактика в созвездии Волопас.
Этот объект входит в число перечисленных в оригинальной редакции «Нового общего каталога».